# Graetz (azienda)
Graetz è stata un'azienda tedesca produttrice di apparecchi radiotelevisivi ed elettrodomestici.
Ad oggi il marchio Graetz è di proprietà della società Graetz Industrie SA. 

## Storia
La società fu fondata a Berlino nel 1866 da Albert Graetz (1831-1901) e l'uomo d'affari Emil Ehrich (... - 1887) come Ehrich & Graetz OHG, ditta per la produzione di lampade, bruciatori, stufe e forni per carburanti liquidi e gassosi.
Nel 1897 i figli Max e Adolf Graetz rilevarono la gestione dell'azienda. La società aveva aperto delle fabbriche negli Stati Uniti, in Francia, Austria e Gran Bretagna. Nel 1899 gli edifici di nuova costruzione della fabbrica sono stati acquistati nella comunità rurale di Treptow.
Dal 1908 Graetz avviò la produzione di lampade ad incandescenza, e nel 1910, brevettò le lampade a petrolio Petromax. Cominciò anche a produrre elettrodomestici di grandi dimensioni, ed anche piccoli come bollitori e ferri da stiro elettrici.
Con lo scoppio della prima guerra mondiale, l'impresa passò alla produzione di armamenti. Furono prodotte principalmente cartucce, detonatori e pistole. Il suo organico passò dai circa 3.000 (1914) ai circa 7.000 dipendenti. Dopo la guerra, le filiali in Francia e Gran Bretagna furono sequestrate.
Trasformatisi in società per azioni nel 1922, la Graetz nel 1925 avviò la produzione di radio. Tre anni più tardi Fritz Graetz figlio di Max, subentrò alla guida dell'azienda. Dal 1933, collaborò con il regime nazista appena salito al potere, e nel 1940, ai 7.000 lavoratori in organico, si aggiunse un altro gruppo formato da circa 1.100 unità, costituite da ebrei deportati e prigionieri russi, francesi e olandesi costretti allo Zwangsarbeit, cioè il "lavoro forzato". Nel 1945, l'impresa sospese le attività a causa dell'occupazione di Berlino da parte dell'Armata Rossa sovietica.
Dopo la seconda guerra mondiale, la società riprese la produzione. Nel 1949 venne nazionalizzata ed assunse la denominazione VEB Fernmeldewerk, Berlin Treptow (RFFT).
Erich e Fritz Graetz, che alla fine del conflitto si trasferirono nella Germania Ovest, fondarono nel 1948 ad Altena, in Vestfalia, la KG Graetz. In tempi di boom economico Graetz iniziò con la produzione di televisori in bianco e nero, di radio e di strumenti di misura delle radiazioni (rivelatori di particelle). Fino al 1966, vennero prodotte macchine da caffè con il marchio Graetzor.
Nel 1961 Erich Graetz cedette l'azienda, che conta 13 stabilimenti produttivi, alla Standard Elektrik Lorenz, sussidiaria tedesca della statunitense ITT Corporation.
Nel 1986, la ITT cedette il settore intrattenimento alla società francese CGE. Nel 1988 la società finlandese Nokia rilevò il settore audio e video della SEL, e quindi i marchi Schaub Lorenz e Graetz. Il marchio Graetz fu riservato per il commercio al dettaglio, e la sua produzione di televisori e videoregistratori avvenne nello stabilimento di Bochum, fino al 2000 quando fu sostituita con quella dei cellulari.
Dei marchi storici del gruppo, quello Schaub Lorenz è attualmente prodotto da una società austriaca, la Schaub Lorenz International GmbH, fondata a Vienna nel 2007. Dal 2001 l'azienda Graetz Industrie SA  si occupa della produzione e distribuzione di televisori a marchio Graetz.

## Graetz in Italia
Il marchio Graetz (o Graetzor) in Italia si fece conoscere a partire dagli anni trenta, periodo di grande diffusione delle radio di produzione tedesca. Nel dopoguerra creò una filiale distributiva a Bolzano, ed ebbe una discreta presenza sul mercato italiano, fino alla fine degli anni novanta.
Dal 2001 la proprietà del marchio è della società svizzera Graetz Industrie SA.